# إناشيكي (إيباراكي)
إناشيكي (باليابانية: 稲敷市 إناشيكي-شي) هي مدينة تقع في محافظة إيباراكي، اليابان. تأسست المدينة في 22 مارس 2005.

## وصلات خارجية
- موقع بلدية إناشيكي